# Хоквайлер
Хоквайлер (нем. Hockweiler) — община в Германии, в земле Рейнланд-Пфальц. 
Входит в состав района Трир-Саарбург. Подчиняется управлению Трир-Ланд.  Население составляет 300 человек (на 31 декабря 2010 года). Занимает площадь 2,08 км².